# Élections régionales de 2025 en Vénétie
Les élections régionales de 2025 en Vénétie (en italien : Elezioni regionali in Veneto del 2025) se tiendront au cours de l'année 2025 afin d'élire le président de la junte régionale et les 50 autres membres de la XIIe législature du conseil régional de Vénétie pour un mandat de cinq ans.

## Contexte
Le président sortant Luca Zaia a déjà été président pendant deux mandats et donc, selon la loi italienne, il serait compliqué, voire impossible, de le voir se présenter pour un troisième. il déclare qu'avec un éventuel déblocage des mandats "Avec le déblocage des mandats, il est évident que je me représenterais" d'autres présidents régionaux italiens qui ont dépassé la limite de 2 mandats aimeraient également se présenter comme le président de la région Campanie Vincenzo De Luca,

## Système électoral

Région de Vénétie.

La Vénétie est une région italienne à statut simple.
Le conseil régional ainsi que son président sont élus simultanément pour cinq ans au suffrage universel direct. Les 49 conseillers sont élus au scrutin proportionnel plurinominal avec listes ouvertes, panachage, vote préférentiel et seuil électoral de 3 %, tandis que le président est élu au scrutin uninominal majoritaire à un tour. Ce dernier se présente obligatoirement en tant que candidat d'une liste en lice pour le conseil régional, ce qui interdit de fait les candidatures sans étiquettes.
La liste du président élu reçoit d'emblée une prime majoritaire lui assurant la majorité absolue. La liste reçoit ainsi 29 sièges si elle a recueilli plus de 50 % des suffrages, 28 sièges si la liste a obtenu entre 40 et 45 % et enfin 27 sièges pour un résultat en dessous de 40 %. Les sièges sont ensuite repartis à la proportionnelle aux différentes listes ayant franchi le seuil électoral, et à leurs candidats en fonction des votes préférentiels qu'ils ont recueillis. Le seuil de 3 % n'est pas pris en compte pour les listes se présentant au sein d'une coalition ayant elle-même franchie un seuil relevé à 5 %. Par ailleurs, le président élu ainsi que le candidat arrivé en deuxième place de l'élection pour la présidence deviennent de droit membres du conseil, ce qui porte le total de conseillers à 51.

### Modalités
L'électeur vote sur un même bulletin pour un candidat à la présidence et pour la liste d'un parti. Il a la possibilité d'exprimer ce vote de plusieurs façons.
- Soit voter uniquement pour une liste, auquel cas son vote s'ajoute également à ceux pour le candidat à la présidence soutenu par la liste. Il a également la possibilité d'exprimer un vote préférentiel pour deux candidats de son choix sur la liste en écrivant leurs noms. Il ne doit dans ce cas pas écrire les noms de deux candidats de même sexe, ni un seul nom.

- Soit ne voter que pour un candidat à la présidence, auquel cas son vote n'est pas étendu à sa liste.

- Soit préciser son vote pour un candidat et son vote pour une liste. Contrairement à plusieurs autres régions italiennes, l'électeur peut effectuer un panachage en choisissant un candidat à la présidence et une liste ne faisant pas partie de celles soutenant le candidat choisi[3].

### Répartition des sièges
| Provinces                 | Sièges | +/- |  |
| Belluno                   | 2      |     |  |
| Padoue                    | 9      |     |  |
| Rovigo                    | 2      |     |  |
| Trévise                   | 9      |     |  |
| Venise                    | 9      |     |  |
| Vérone                    | 9      |     |  |
| Vicence                   | 9      |     |  |
| Candidats à la présidence | 2      |     |  |
| Total                     | 51     |     |  |

## Résultats
| Présidence             | Présidence           | Présidence        | Présidence | Présidence           | Conseil              | Conseil                   | Conseil | Conseil | Conseil | Conseil | Conseil       | Total |  |
| Candidats              | Candidats            | Votes             | %          | Élus                 | Partis               | Partis                    | Votes   | %       | +/-     | Sièges  | +/-           | Total |  |
| ---------------------- | -------------------- | ----------------- | ---------- | -------------------- | -------------------- | ------------------------- | ------- | ------- | ------- | ------- | ------------- | ----- |  |
|                        | À annoncer           |                   |            |                      |                      | Frères d'Italie (FdI)     |         |         |         |         |               |       |  |
|                        | À annoncer           | Ligue (Lega)      |            |                      |                      |                           |         |         |         |         |               |       |  |
|                        | À annoncer           | Forza Italia (FI) |            |                      |                      |                           |         |         |         |         |               |       |  |
| Total Centre-droit     | À annoncer           |                   |            |                      |                      |                           |         |         |         |         |               |       |  |
|                        | À annoncer           |                   |            |                      |                      | Parti démocrate (PD)      |         |         |         |         |               |       |  |
|                        | À annoncer           | Autres partis     |            |                      | Nv.                  |                           |         |         |         |         |               |       |  |
| Total Centre-gauche    | À annoncer           |                   |            |                      |                      |                           |         |         |         |         |               |       |  |
|                        | À annoncer           |                   |            |                      |                      | Mouvement 5 étoiles (M5S) |         |         |         |         |               |       |  |
|                        |                      |                   |            |                      |                      |                           |         |         |         |         |               |       |  |
| Votes valides          | Votes valides        |                   |            |                      | Votes valides        | Votes valides             |         |         |         |         |               |       |  |
| Votes blancs et nuls   | Votes blancs et nuls |                   |            | Votes blancs et nuls | Votes blancs et nuls |                           |         |         |         |         |               |       |  |
| Total candidats        | Total candidats      |                   | 100        |                      | Total partis         | Total partis              |         | 100     | –       |         | en stagnation | 51    |  |
| Abstentions            |                      |                   |            |                      |                      |                           |         |         |         |         |               |       |  |
| Inscrits/participation |                      |                   |            |                      |                      |                           |         |         |         |         |               |       |  |